# Future SC
Der Future Sports Club ist ein kaimanischer Fußballverein. Heimatstadt ist West Bay auf Grand Cayman. Der FSC wurde 1998 gegründet und ist heutzutage (2009) ein großer Verein auf Grand Cayman. Der Verein hat noch keine besonderen Erfolge zu verzeichnen, spielt aber in der ersten Fußball-Liga CIFA Foster’s National League der Cayman Islands.

## Geschichte
Der FSC wurde von den Studenten Dion Brandon und John Kelly der West Bay Primary School 1998 gegründet. Sie bildeten mit den anderen Spielern Arnold Hanni, Floyd Bush, Roy Spence, Brenda Brandon, Betty Logan und Roy Ebanks das U-14-Team. Momentan (2009) gibt es acht Klassen im Verein: Herrenmannschaft, U-23, U-18, U-16 und U-14 der Jungen, sowie eine Damenmannschaft mit U-17 und U-15 der Mädchen.